# Étant donnés
Étant donnés (1er la cascada / 2n el gas d'enllumenat, en francès 1° la chute d'eau / 2° le gaz d'éclairage) és l'última gran obra d'art de Marcel Duchamp, que va sorprendre la majoria del món de l'art; creien que havia deixat l'art pels escacs gairebé 25 anys abans.
Es tracta d'una instal·lació, visible només a través d'un parell d'espiells (un per cada ull) en una vella porta de fusta. En mirar-hi es pot contemplar un gran forat en una paret de maons i, a l'altre costat, el cos d'una dona nua tombada de cap per amunt sobre un munt de branques. Té la cara oculta pels seus cabells i està oberta de cames mostrant el seu sexe rasurat a l'espectador; té una mà alçada cap el centre de l'escena, amb la qual sosté en l'aire un llum de gas contra el fons d'un paisatge campestre. El llum de gas està encès, i un joc de llums acuradament disposats il·lumina l'escena.
Duchamp treballà en secret en la peça entre el 1946 i el 1966 al seu estudi de Greenwich Village. Es compon d'una antiga porta de fusta, maons, vellut, branquillons, una escultura femenina feta de pergamí, vidre, linòleum, un assortiment de llums, un paisatge compost d'elements pintats a mà i fotografiats i un motor elèctric situat en una llauna de galetes que fa girar un disc perforat. L'escultora Maria Martins, núvia de Duchamp entre 1946 i 1951, serví de model per la figura femenina de l'obra, mentre que la seva segona esposa, Alexina (Teeny), serví de model pel braç de la figura. Duchamp preparà un "Manual d'Instruccions" en una carpeta de 4 anelles explicant i il·lustrant com muntar i desmuntar la peça.
La peça fou creada amb la intenció que s'exhibís al Museu d'Art de Filadèlfia. Anne d'Harnoncourt, que llavors n'era una jove conservadora, i futura directora del museu, va orquestrar l'adquisició i transferència de la peça a Filadèlfia. D'acord amb els desitjos de l'artista, no va ser fins al 1969, després de la mort de Duchamp el 1968, que el museu va revelar el quadre a la llum pública.